# Criminalità informatica
La criminalità informatica è un fenomeno criminale che si caratterizza nell'utilizzo di strumenti e tecnologie dell'informatica sia hardware che software, per la commissione di uno o più crimini.
La casistica e la tipologia sono piuttosto ampie; alcuni crimini in particolare sono finalizzati allo sfruttamento commerciale della rete internet, altri crimini insidiano i sistemi informativi di sicurezza nazionale di uno Stato.

## Storia

### Gli anni 1980 ed i primi casi
Le condanne per reati informatici, o per hacking, iniziarono già nel 1983 con il caso dei 414's nel Milwaukee. In tal caso, sei adolescenti fecero irruzione in sistemi informatici di prestigio, tra cui il Los Alamos National Laboratory, il Memorial Sloan-Kettering Cancer Center e il Security Pacific Bank. Il 1º maggio 1983 Gerald Wondra fu condannato a due anni di libertà vigilata. Nel 2006, una pena detentiva di quasi cinque anni è stata inflitta a Jeanson James Ancheta, il quale aveva creato centinaia di computer zombie per eseguire i suoi ordini tramite reti botnet giganti. Egli ha poi venduto le botnet al miglior offerente che a sua volta li ha usati per l'attacco denial of service.
L'esigenza di punire i crimini informatici emerse già alla fine degli anni ottanta, tanto che, il 13 settembre 1989, il Consiglio d'Europa emanò una Raccomandazione sulla Criminalità Informatica dove venivano discusse le condotte informatiche abusive. I reati vennero divisi in due liste: facevano parte della prima lista, detta lista minima, quelle condotte che gli Stati sono invitati a perseguire penalmente quali:
- La frode informatica che consiste nell'alterare un procedimento di elaborazione di dati con lo scopo di procurarsi un ingiusto profitto;
- Il falso in documenti informatici;
- Il danneggiamento di dati e programmi;
- Il sabotaggio informatico;
- L'accesso abusivo, associato alla violazione delle misure di sicurezza del sistema;
- L'intercettazione non autorizzata;
- La riproduzione non autorizzata di programmi protetti;
- La riproduzione non autorizzata di topografie di prodotti a semiconduttore.

Facevano invece parte della seconda lista, detta lista facoltativa, condotte "solo eventualmente" da incriminare, quali:
- L'alterazione di dati o programmi non autorizzata, sempre che non costituisca un danneggiamento;
- Lo spionaggio informatico, inteso come la divulgazione di informazioni legate al segreto industriale o commerciale;
- L'utilizzo non autorizzato di un elaboratore o di una rete di elaboratori;
- L'utilizzo non autorizzato di un programma informatico protetto, abusivamente riprodotto.

### Gli anni 1990 e la legislazione Internazionale
Successivamente, in occasione del XV Congresso dell'Associazione Internazionale di Diritto Penale del 1990, emerse la necessità di perseguire non solo i reati previsti dalla lista minima ma anche le condotte descritte nella lista facoltativa. Le varie legislazioni informatiche che hanno seguito il suddetto congresso hanno tenuto conto delle indicazioni date dall'associazione e nel settembre 1994 il Consiglio d'Europa ha aggiornato la precedente Raccomandazione ampliando le condotte perseguibili penalmente, inserendo:
- Il commercio di codici d'accesso ottenuti illegalmente;
- La diffusione di virus e malware.

### Gli anni 2000 e l'estensione del fenomeno
A partire dagli anni 2000 il Dipartimento della difesa degli Stati Uniti ha evidenziato che il crimine informatico ha assunto forme che coinvolgono le strategie di politica globale. Nel 2007 si sono verificati degli attacchi contro il sistema informatico dell'Estonia da parte di hackers di origine russa. Analogamente nel 2008 la Russia ha denunciato attacchi da parte dei terroristi ceceni. Nel timore che questi attacchi possano prefigurare l'estensione del conflitto su più ampia portata, le forze di spionaggio militare si sono da tempo attivate per predisporre strategie tese ad individuare i campanelli di allarme e prevenire conflitti in futuro. La più lunga condanna comminata prima del 2012 per reati informatici è quella ad Albert Gonzalez per 20 anni.
Le successive condanne più lunghe sono quelle di 13 anni per Max Butler, 108 mesi a Brian Salcedo nel 2004 e confermata nel 2006 dalla Corte d'Appello degli USA, e 68 mesi a Kevin Mitnick nel 1999.

## Caratteristiche e ambito di indagine
Il crimine informatico può essere generalmente definito come un'attività criminale che coinvolge la struttura della tecnologia dell'informazione, compreso l'accesso illegale (l'accesso non autorizzato), intercettazione (con mezzi tecnici di trasmissioni non pubbliche di dati informatici verso, da o all'interno di un sistema informatico), interferenze di dati (danneggiamento, cancellazione, deterioramento, alterazione o soppressione di dati informatici), sistemi di interferenza (interferenza con il funzionamento di un sistema informatico mediante l'immissione, trasmissione, danneggiamento, cancellazione, deterioramento, alterazione o soppressione di dati informatici), uso improprio di dispositivi, contraffazione, furto d'identità, frode informatica ed elettronica. Le persone che commettono questi crimini, se catturate vengono condannate per l'accusa di aver compiuto reati informatici, come accessi non autorizzati in computer o reti di computer.
Le tipologie di reato in Internet possono essere di svariati tipi: dal messaggio offensivo inviato per posta elettronica, alla diffusione di immagini diffamatorie o pedopornografiche, o al download di risorse protette dal diritto d'autore. L'identificazione dell'autore di un reato online è resa problematica da molteplici fattori: in un sistema, quale Internet, non controllato da alcuna autorità sovranazionale, che consente agli utenti l'assoluto anonimato, dove i dati si diffondono con rapidità elevatissima oltre i confini nazionali, e dove cancellare le tracce è relativamente semplice, identificare il responsabile di un reato è un'operazione davvero complessa che difficilmente è eseguita con successo.

## Atti tipici
Il crimine informatico abbraccia un ampio ventaglio di attività che possono essere schematicamente in suddivise in due categorie:
- L'utilizzo della tecnologia informatica via internet per compiere l'abuso:
  - Cyberstalking
  - Furto d'identità
  - Attacchi informatici

- L'utilizzo dei un computer nella commissione del reato:
  - Frode informatica
  - Virus informatico

### Spam
L'inatteso invio di email per fini commerciali è illegale, ma mentre le leggi anti-spam sono relativamente nuove, le comunicazioni inattese esistono da lungo tempo. "Spammare" significa anche il necropost di un articolo su un forum oppure l'invio ripetuto di messaggi, a volte indesiderati.

### Frode
La frode informatica è associata alla frode "tradizionale" con la differenza che è realizzata per mezzo di uno strumento informatico. La legge 547 del 1993 aggiunge al Codice Penale l'art. 640-ter per punire chiunque cerchi di ottenere un arricchimento interferendo abusivamente nell'elaborazione dei dati. Non è identificato come frode informatica l'indebito utilizzo di carte di pagamento magnetiche che è invece disciplinato dall'art. 55 del decreto legislativo 231 del 21 novembre 2007. Altri reati previsti sono:
- La falsificazione di documenti informatici. I documenti informatici sono equiparati a tutti gli effetti ai documenti tradizionali e l'art. 491-bis c.p. prevede l'applicabilità delle disposizioni sulla falsità in atti pubblici e privati. La falsificazione in comunicazioni informatiche ricalca invece il delitto di falsità in scrittura privata (art. 485 c.p.).
- Le aggressioni all'integrità dei dati. La legge 547 del 1993 amplia le precedenti disposizioni in materia e integra al Codice Penale l'art. 635-bis sul danneggiamento dei sistemi informatici e telematici, l'art. 615-quinquies sulla diffusione di virus e malware, l'art. 392 sulla violenza sulle cose (a tal proposito la legge 547 del 1993 precisa le situazioni dove le aggressioni riguardano beni informatici) ed infine l'art. 420 sul reato di attentato ad impianti di pubblica utilità. Forse l'unico caso giudiziario di diffusione di virus per cui si è celebrato un dibattimento (sia in primo grado, sia in appello) è quello deciso dal Tribunale penale di Bologna con la sentenza 1823/05[14] (la cui decisione è stata parzialmente ribaltata in appello[15]) a proposito del "Caso Vjierika".
- Le aggressioni alla riservatezza dei dati e delle comunicazioni informatiche. Riguardo alle forme di intrusione nella sfera privata altrui si incriminano l'accesso abusivo ad un sistema informatico o telematico (art. 615-ter c.p.), la detenzione o diffusione abusiva di codici di accesso (art. 615-quater c.p.) e la rivelazione del contenuto di documenti segreti (art. 621 c.p.), includendo i documenti protetti contenuti su supporti informatici.

### Molestie e cyberbullismo
Mentre alcuni contenuti possono offendere in maniera indiretta, le molestie informatiche possono colpire la sensibilità di chiunque, quali commenti sul genere, etnia, religione e orientamento sessuale. Spesso si verificano nelle chat, nei newsgroup, nelle conferenze virtuali, ecc.
Circa le aggressioni alle comunicazioni informatiche è ampliato il concetto di corrispondenza contenuto nel quarto comma dell'art. 616 c.p. che ingloba anche la corrispondenza informatica e telematica e punisce l'intercettazione e l'interruzione di comunicazioni informatiche (art. 617-quater c.p.) e l'installazione di apparecchiature atte ad intercettare o impedire comunicazioni informatiche (art. 617-quinquies), qualora tali condotte non siano esplicitamente autorizzate.
La legge 48/2008 che recepisce la Convenzione di Budapest sul crimine informatico ha modificato il codice penale e quello di procedura penale riconoscendo implicitamente il ruolo dell'informatica forense nel processo penale.

### Spaccio di sostanze illecite
I trafficanti di droga stanno ottenendo vantaggi economici tramite messaggi criptati e altre tecnologie virtuali. Gli acquirenti frequentano determinati locali come, ad es., i coffee shop o i milk bar utilizzando siti web finti allo scopo di individuare intere partite di pillole e quantità di anfetamine o altri stupefacenti in chat room.
L'aumento dello spaccio via internet potrebbe essere attribuito alla carenza di comunicazioni dirette in modo da stimolare qualsiasi persona ad acquistare la droga. Gli effetti che sono spesso associati allo spaccio di droga, infatti, sono minimizzati e filtrati dai processi che intervengono dall'interazione virtuale.

### Terrorismo
Agenti governativi e di sicurezza hanno registrato un sensibile incremento dei problemi virtuali sin dal 2001. Ma c'è una buona parte di coloro che ritengono le intrusioni come parte di un disegno terroristico più grande.
Un terrorista informatico, quindi, è un individuo o un gruppo di soggetti che, tramite l'attacco informatico, la rete o l'acquisizione segreta di informazioni, ricatta o pone in pericolo un governo o un'azienda al fine di ottenere qualcosa in contropartita per raggiungere i propri fini criminali. Il racket delle estorsioni in informatica, in particolare, è una forma di terrorismo informatico nella quale un sito, un'email o un server è soggetto a ripetuti attacchi da parte di hackers al fine di ottenere denaro. Il mezzo informatico (virus o simili) per raggiungere tale scopo è chiamato ransomware. Secondo l'FBI l'estorsione informatica è in aumento nei confronti di aziende e servizi privati, nella media di venti casi al mese, che si trovano costretti a sborsare milioni di dollari pena l'irrimediabile perdita di tutti i propri dati e sistemi informatici.

### Traffico sessuale online
Lo sfruttamento sessuale online si presenta in vari modi e può colpire sia bambini che adulti. Gli atti, generalmente filmati tramite webcam, riguardano la pedopornografia, e i vari tipi di violenza sessuale, ma anche sextortion e revenge porn. Le vittime più frequenti sono bambini e donne, ma si tratta di un'attività sommersa e difficile da quantificare, anche se alcuni studi la definiscono in continua crescita.
In Italia i reati di traffico sessuale su Internet sono sanzionati con l'articolo Art. 612-ter del codice penale. Il 24 maggio 2024 l'Unione europea adotta la direttiva (UE) 2024/1385 sulla lotta alla violenza contro le donne e alla violenza domestica, dove i vari tipi di sfruttamento sessuale online sono riconosciuti. La direttiva dovrà essere recepita dagli Stati membri entro il 14 giugno 2027.

### Violazione di sistemi informatici protetti
L'accesso abusivo a un sistema informatico o telematico è l'attività tipicamente posta in atto da un soggetto che si introduce senza autorizzazione in un computer o in un sistema di computer. In molti ordinamenti questa attività è considerata illecita ed è variamente sanzionata.

## Casistica famosa
Uno dei più celebri casi di crimine informatico si è verificato per tre volte a partire dal 1970 quando un cassiere della New York's Union Dime Savings Bank si è appropriato indebitamente di oltre 1 milione di dollari da centinaia di conti correnti.
Un'organizzazione di hacker denominata “Masters of Deception” ha rubato migliaia di password dalle compagnie telefoniche così come dei codici di carte di credito a disposizione di diverse università per un ammontare di oltre 370 000 $.
Nel 1983 uno studente di 19 anni riuscì ad entrare nel sistema informatico del Dipartimento di Difesa del Pentagono e a scaricare alcune informazioni riservate.
Tra il 1995 e il 1998 il satellite Newscorp utilizzato dal canale Sky di Rupert Murdoch è stato ripetutamente manipolato da un gruppo di hacker per trasmettere la serie di Star Trek in alcuni paesi, come la Germania, dove, tra l'altro, Sky non aveva la licenza di trasmettere.
Nel febbraio 2000 un soggetto che si nascondeva dietro il nickname “MafiaBoys” effettuò una serie di attacchi contro siti molto frequentati quali Yahoo!, Amazon.com, Dell, Inc., E-Trade, eBay e CNN. Circa cinquanta PC alla Stanford University sono stati utilizzati per compiere attacchi DDoS. Il 3 agosto 2000, la polizia canadese ha scoperto il “MafiaBoys” che, al momento dell'arresto, aveva con sé oltre 54 account illegali, oltre ad una dozzina di account per mascherare la propria identità.
La Russian Business Network è stata registrata nel World Wide Web fin dal 2006 e, almeno inizialmente, la sua attività sembrava del tutto legale. Poi col passare del tempo, gli organizzatori si sono resi conto che era molto più conveniente collezionare attività illegali ed iniziarono ad avere contatti con la mafia russa offrendo hosting e accesso ad internet a molti noti criminali per un giro di affari di oltre 150 milioni di dollari all'anno.
Il 2 marzo 2010 gli investigatori spagnoli scoprirono un'infezione da virus avvenuta in oltre 13 milioni di PC incluse molte aziende, banche ed altri enti finanziari.
Nell'agosto 2010 il Department of Homeland Security scoprì un giro internazionale di pedofilia con circa 600 affiliati che hanno contribuito a diffondere oltre 123 terabyte di materiale pedopornografico (equivalente a circa 16 000 DVD). Al momento si tratta del dato peggiore registrato dall'autorità giudiziaria.

## Nel mondo
A livello internazionale, molti governi ed agenzie non governative investono risorse nello spionaggio, nella truffa e in altri crimini transnazionali che coinvolgono interessi economici e politici. La difesa sociale internazionale è impegnata nell'individuare e denunciare tali attori alla Corte penale internazionale dell'Aia.

### Italia
Al contrasto del fenomeno è deputata la polizia postale e delle comunicazioni; nei casi di pirateria informatica, è punita l'appropriazione indebita dell'idea originale.
Gli oggetti che si intende tutelare sono di diversi tipi:
- Le riproduzioni di topografie. La legge 70 del 21 febbraio 1989, n. 70 tutela le topografie di prodotti a semiconduttori ovvero i tracciati incisi sulle piastrine di silicio. A tal proposito non sono previste sanzioni penali per le violazioni dei diritti nonostante la Raccomandazione del 13 settembre 1989 del Consiglio d'Europa le preveda.
- I software. Con la modifica della legge 633 del 22 aprile 1941 sul diritto d'autore, i programmi per elaboratore vengono inclusi tra le opere di ingegno. In seguito alla Direttiva CEE del 14 maggio 1991 recepita dal Dlgs 518 del 29 dicembre 1992, si vuole prevenire la duplicazione e la vendita dei programmi a fine di lucro (art. 171-bis 1.a.). La sanzione pecuniaria prevista è successivamente aggravata dal Dlgs 205 del 15 marzo 1996.
- I database. Il Dlgs 169 del 6 maggio 1999 riconosce i diritti di esclusiva al creatore del database (artt 64-quinquies e sexies) e il diritto di tutela al "costitutore" del database, ovvero a colui che effettua investimenti in termini di tempo e denaro per raccogliere e inserire materiale nel database, con il fine di salvaguardare il valore patrimoniale dell'investimento.
- Le opere fonografiche e videografiche. Gli abusi di duplicazione e distribuzione vengono disciplinati dalla legge 406 del 29 luglio 1981, mentre le opere cinematografiche destinate al circuito cinematografico e televisivo sono tutelate dalla legge 400 del 20 luglio 1985.
- Le modifiche hardware a console per videogiochi sono state fatte rientrare, dalla giurisprudenza, nell'ambito della tutela del diritto d'autore. In giurisprudenza è ancora aperto il dibattito sulla legittimità dei modchip, da quando il Tribunale penale di Bolzano, con la sentenza 20 dicembre 2005[28], li ritenne legali, ma altri tribunali si dimostrarono di avviso contrario.

### Stati Uniti d'America
Oltre il Computer Fraud and Abuse Act del 1986, il Patriot Act del 2001 amplia i poteri dell'FBI - ente competente in materia - nella prevenzione, accertamento e repressione delle attività.